# Ljeskare
Ljeskare (szerbül: Љескаре), falu Bosznia-Hercegovinában, Bosanska krajina területén, Prijedor községben, a Szerb Köztársaságban. 

## Fekvése
Bosznia-Hercegovina északnyugati részén, Banja Lukától légvonalban 49, közúton 62 km-re nyugat-északnyugatra, községközpontjától légvonalban 7, közúton 9 km-re délnyugatra, a Ljubija-patak mentén és a környező dombvidéken, 200 – 300 méteres tengerszint feletti magasságban fekszik. Átalad rajta a Prijedorból Sanski Mostra menő főút.

## Népessége
| Nemzetiségi csoport | Népesség 1991 | Népesség 2013 |
| ------------------- | ------------- | ------------- |
| Szerb               | 293           | 312           |
| Bosnyák             | 22            | 7             |
| Horvát              | 252           | 70            |
| Jugoszláv           | 27            | 0             |
| Egyéb               | 17            | 20            |
| Összesen            | 611           | 409           |

## Története
A település 1878-ig tartozott az Oszmán Birodalomhoz, ekkor a berlini kongresszus határozata alapján az Osztrák-Magyar Monarchia része lett. 1879-ben az első osztrák-magyar népszámlálás során a Prijedori járáshoz, és Ljubia községhez tartozó településnek 24 háztartása és 153 ortodox szerb lakosa volt. 1910-ben a településen 14 háztartást és 99 ortodox szerb lakost találtak. A monarchia szétesésével 1918-ben előbb a Szerb-Horvát-Szlovén Királyság, majd 1929-től a Jugoszláv Királyság része. Jugoszlávia megszállása után a falu a Független Horvát Állam (NDH) része lett. 
1942 novemberében súlyos harcok folytak itt a megszállók és a partizán alakulatok között. A Rudnik és Ljeskare állomás közötti vasútvonal megsemmisült, a vasúti híd pedig megsérült. Mintegy 40 bányászt és 15 vasutast hurcoltak el. A harcokban az 5. Krajina dandár jelentős veszteségeket szenvedett.
1945-től a település a szocialista Jugoszlávia része volt. 1963-ig a település Ljubija része volt. A boszniai háború idején a település a Boszniai Szerb Köztársasághoz tartozott. 1992 augusztusában szerb katonák több bosnyák civilt gyilkoltak meg a településen. A daytoni békeszerződést követő területfelosztásnál a település Prijedor község részeként a Szerb Köztársaság területéhez került. 

## Nevezetességei
- Partizántemetőjét 1954-ben létesítették.

- A fasizmus áldozatainak emlékművét az itteni tömegsír felett az 1980-as években állították. 2016-ban felújították. A sír 13, a megszállók által itt 1942-ben kivégzett ember maradványait tartalmazza.[8]